# Saison 2 de Major Crimes
Chronologie
Saison 1 Saison 3
Cet article présente les épisodes de la deuxième saison de la série télévisée américaine Major Crimes.

## Distribution

### Acteurs principaux
- Mary McDonnell (VF : Véronique Augereau) : Capitaine Sharon Raydor
- G. W. Bailey (VF : Jean-Claude De Goros) : Louis Provenza
- Anthony Denison (VF : Gabriel Le Doze) : Andy Flynn
- Michael Paul Chan (VF : Olivier Destrez) : Michael Tao
- Raymond Cruz (VF : Jérôme Rebbot) : Julio Sanchez
- Phillip P. Keene (VF : Patrick Delage) : Buzz Watson
- Kearran Giovanni (VF : Marie Zidi) : Amy Sykes
- Graham Patrick Martin (VF : Thomas Sagols) : Rusty Beck
- Jonathan Del Arco (VF : Laurent Morteau) : Dr. Morales[1]
- Nadine Velazquez : Deputy D.A. Emma Rios[2]

### Acteurs récurrents et invités
- Robert Gossett (VF : Benoît Allemane) : Russell Taylor
- Jon Tenney (VF : Bernard Lanneau) : Agent spécial Fritz Howard[3]
- Ben Feldman : Jason Andrews (épisode 3)
- Gail O'Grady : Anne Brand (épisode 6)
- Drew Powell : Ron Browning (épisode 7)
- Lori Loughlin : Rebecca Slater (épisode 8)
- Rita Volk : Brianna Mathis (épisode 10)
- Chris Wood : Brandon North (épisode 11)
- Ross Butler : Ian Yorita (épisode 12)
- Shanna Collins : Robyn Harris (épisode 12)
- Rebecca Wisocky : Madeline Morgan (épisode 14)
- Gavin Stenhouse : Jason Dietz (épisode 14)
- Jeri Ryan : Linda Rothman (épisode 19)
- Nathan Kress : Tyler Lang (épisode 19)
- Leslie Grossman : Claire Hunter (épisode 11)
- David Mazouz : Steve Dietz (épisode 14)
- Dan Castellaneta (VF : Philippe Peythieu) : Ray Winters (épisode 17)
- Esai Morales : Manuel Diaz (épisode 13)

## Épisodes

### Épisode 1:Dernière scène
- États-Unis : 10 juin 2013 sur TNT[4]
- Belgique : 7 août 2014 sur La Une
- Québec : 6 janvier 2015 sur Séries+
- Suisse : 11 mai 2015 sur RTS Un[5]
- France : 25 mai 2015 sur France 2

- États-Unis : 5,02 millions de téléspectateurs[6] (Première diffusion)
- France : 3,43 millions de téléspectateurs[7] (première diffusion)

### Épisode 2:Menaces, crimes et effractions
- États-Unis : 17 juin 2013 sur TNT
- Belgique : 7 août 2014 sur La Une
- Québec : 13 janvier 2015 sur Séries+
- Suisse : 12 mai 2015 sur RTS Un
- France : 25 mai 2015 sur France 2

- États-Unis : 3,9 millions de téléspectateurs[8] (première diffusion)
- France : 2,82 millions de téléspectateurs[7] (première diffusion)

### Épisode 3:Influences maternelles
- États-Unis : 24 juin 2013 sur TNT
- Belgique : 14 août 2014 sur La Une
- Québec : 20 janvier 2015 sur Séries+
- Suisse : 13 mai 2015 sur RTS Un
- France : 29 juin 2015 sur France 2

- États-Unis : 4,55 millions de téléspectateurs[9] (première diffusion)

- Ben Feldman : Jason Andews
- Amir Arison : David Ahmed

### Épisode 4:Témoin clé
- États-Unis : 1er juillet 2013 sur TNT
- Belgique : 14 août 2014 sur La Une
- Québec : 27 janvier 2015 sur Séries+
- Suisse : 14 mai 2015 sur RTS Un
- France : 29 juin 2015 sur France 2

- États-Unis : 4,73 millions de téléspectateurs[10] (première diffusion)

### Épisode 5:Traitement de choc
- États-Unis : 8 juillet 2013 sur TNT
- Belgique : 21 août 2014 sur La Une
- Québec : 3 février 2015 sur Séries+
- Suisse : 15 mai 2015 sur RTS Un
- France : 29 juin 2015 sur France 2

- États-Unis : 4,62 millions de téléspectateurs[11] (première diffusion)

### Épisode 6:À une différence près
- États-Unis : 15 juillet 2013 sur TNT
- Belgique : 21 août 2014 sur La Une
- Québec : 10 février 2015 sur Séries+
- Suisse : 18 mai 2015 sur RTS Un
- France : 29 juin 2015 sur France 2

- États-Unis : 5,055 millions de téléspectateurs[12] (première diffusion)

- Gail O'Grady : Anne Brand

### Épisode 7:La Fin de l'alliance
- États-Unis : 22 juillet 2013 sur TNT
- Belgique : 11 septembre 2014 sur La Une
- Québec : 17 février 2015 sur Séries+
- Suisse : 19 mai 2015 sur RTS Un
- France : 6 juillet 2015 sur France 2

- États-Unis : 5,38 millions de téléspectateurs[13] (première diffusion)

- Drew Powell : Ron Browning

### Épisode 8:Toucher le fond
- États-Unis : 29 juillet 2013 sur TNT
- Belgique : 11 septembre 2014 sur La Une
- Québec : 24 février 2015 sur Séries+
- Suisse : 20 mai 2015 sur RTS Un
- France : 6 juillet 2015 sur France 2

- États-Unis : 4,99 millions de téléspectateurs[14] (première diffusion)

- Lori Loughlin : Rebecca Slater

### Épisode 9:Grandeur et décadence
- États-Unis : 5 août 2013 sur TNT
- Belgique : 18 septembre 2014 sur La Une
- Québec : 3 mars 2015 sur Séries+
- Suisse : 21 mai 2015 sur RTS Un
- France : 6 juillet 2015 sur France 2

- États-Unis : 5,12 millions de téléspectateurs[15] (première diffusion)

- Doris Roberts : Vera Walker

### Épisode 10:L'Effet boomerang
- États-Unis : 12 août 2013 sur TNT
- Belgique : 18 septembre 2014 sur La Une
- Québec : 10 mars 2015 sur Séries+
- Suisse : 22 mai 2015 sur RTS Un
- France : 6 juillet 2015 sur France 2

- États-Unis : 5,31 millions de téléspectateurs[16] (première diffusion)

- Rita Volk : Brianna Mathis
- Ivo Nandi : Jason Goss

### Épisode 11:Crime et téléréalité
- États-Unis : 19 août 2013 sur TNT[17]
- Belgique : 25 septembre 2014 sur La Une
- Québec : 17 mars 2015 sur Séries+
- Suisse : 25 mai 2015 sur RTS Un
- France : 13 juillet 2015 sur France 2

- États-Unis : 5,29 millions de téléspectateurs[18] (première diffusion)

- Chris Wood : Brandon North
- Leslie Grossman : Claire Hunter

### Épisode 12:Relations empoisonnées
- États-Unis : 25 novembre 2013 sur TNT[19]
- Belgique : 25 septembre 2014 sur La Une
- Québec : 24 mars 2015 sur Séries+
- Suisse : 26 mai 2015 sur RTS Un
- France : 13 juillet 2015 sur France 2

- États-Unis : 3,65 millions de téléspectateurs[20] (Première diffusion)

- Ross Butler : Ian Yorita
- Shanna Collins : Robyn Harris

### Épisode 13:Le Récidiviste
- États-Unis : 2 décembre 2013 sur TNT
- Belgique : 2 octobre 2014 sur La Une
- Québec : 31 mars 2015 sur Séries+
- Suisse : 27 mai 2015 sur RTS Un
- France : 13 juillet 2015 sur France 2

- États-Unis : 4,21 millions de téléspectateurs[21] (première diffusion)

- Esai Morales : Manuel Diaz

### Épisode 14:Faites vos jeux
- États-Unis : 9 décembre 2013 sur TNT
- Belgique : 2 octobre 2014 sur La Une
- Québec : 7 avril 2015 sur Séries+
- Suisse : 28 mai 2015 sur RTS Un
- France : 13 juillet 2015 sur France 2

- États-Unis : 3,72 millions de téléspectateurs[22] (première diffusion)

- Rebecca Wisocky : Madeline Morgan
- David Mazouz : Steve Dietz
- Gavin Stenhouse : Jason Dietz

### Épisode 15:Carton rouge
- États-Unis : 16 décembre 2013 sur TNT
- Belgique : 9 octobre 2014 sur La Une
- Québec : 14 avril 2015 sur Séries+
- Suisse : 29 mai 2015 sur RTS Un
- France : 7 août 2017 sur France 2

- États-Unis : 4,36 millions de téléspectateurs[23] (Première diffusion)

### Épisode 16:Haute pression
- États-Unis : 23 décembre 2013 sur TNT
- Belgique : 9 octobre 2014 sur La Une
- Québec : 21 avril 2015 sur Séries+
- Suisse : 1er juin 2015 sur RTS Un
- France : 20 juillet 2015 sur France 2

- États-Unis : 4,47 millions de téléspectateurs[24] (Première diffusion)

### Épisode 17:Tout doit disparaître
- États-Unis : 30 décembre 2013 sur TNT
- Belgique : 16 octobre 2014 sur La Une
- Québec : 28 avril 2015 sur Séries+
- Suisse : 2 juin 2015 sur RTS Un
- France : 20 juillet 2015 sur France 2

- États-Unis : 5,21 millions de téléspectateurs[25] (première diffusion)

### Épisode 18:En première ligne- première partie
- États-Unis : 6 janvier 2014 sur TNT
- Belgique : 16 octobre 2014 sur La Une
- Québec : 5 mai 2015 sur Séries+
- Suisse : 3 juin 2015 sur RTS Un
- France : 20 juillet 2015 sur France 2

- États-Unis : 4,95 millions de téléspectateurs[26] (première diffusion)

### Épisode 19:En première ligne- deuxième partie
- États-Unis : 13 janvier 2014 sur TNT
- Belgique : 23 octobre 2014 sur La Une
- Québec : 12 mai 2015 sur Séries+
- Suisse : 4 juin 2015 sur RTS Un
- France : 20 juillet 2015 sur France 2

- États-Unis : 5,43 millions de téléspectateurs[27] (première diffusion)

- Ron Marasco : Juge Grove
- Jeri Ryan : Me Linda Rothman
- Jon Tenney : Fritz Howard, agent spécial du FBI
- Nathan Kress : Tyler Lang

## Audiences aux États-Unis
| N° d'épisode | Titre original             | Titre en français                  | Chaîne | Date de diffusion originale | États-Unis (en millions de téléspectateurs) |
| ------------ | -------------------------- | ---------------------------------- | ------ | --------------------------- | ------------------------------------------- |
| 1            | Final Cut                  | Dernière scène                     | TNT    | 10 juin 2013                | 5.02                                        |
| 2            | False Pretenses            | Menaces, crimes et effractions     | TNT    | 17 juin 2013                | 3.90                                        |
| 3            | Under the Influence        | Influences maternelles             | TNT    | 24 juin 2013                | 4.55                                        |
| 4            | I, Witness                 | Témoin clé                         | TNT    | 1er juillet 2013            | 4.73                                        |
| 5            | D.O.A.                     | Traitement de choc                 | TNT    | 8 juillet 2013              | 4.62                                        |
| 6            | Boys Will Be Boys.         | A une différence près              | TNT    | 15 juillet 2013             | 5.055                                       |
| 7            | Rules of Engagement        | La fin de l'alliance               | TNT    | 22 juillet 2013             | 5.38                                        |
| 8            | The Deep End               | Toucher le fond                    | TNT    | 29 juillet 2013             | 4.99                                        |
| 9            | There's No Place Like Home | Grandeur et décadence              | TNT    | 5 août 2013                 | 5.12                                        |
| 10           | Backfire                   | L'effet boomerang                  | TNT    | 12 août 2013                | 5.31                                        |
| 11           | Poster Boy                 | Crime et téléréalité               | TNT    | 19 août 2013                | 5.29                                        |
| 12           | Pick Your Poison           | Relations empoisonnées             | TNT    | 25 novembre 2013            | 3.65                                        |
| 13           | Jailbait                   | Le récidiviste                     | TNT    | 2 décembre 2013             | 4.21                                        |
| 14           | All In                     | Faites vos jeux                    | TNT    | 9 décembre 2013             | 3.72                                        |
| 15           | Curve Ball                 | Carton rouge                       | TNT    | 16 décembre 2013            | 4.36                                        |
| 16           | Risk Assessment            | Haute pression                     | TNT    | 23 décembre 2013            | 4.47                                        |
| 17           | Year-End Blowout           | Tout doit disparaître              | TNT    | 30 décembre 2013            | 5.21                                        |
| 18           | Return to Sender           | En première ligne, première partie | TNT    | 6 janvier 2014              | 4.95                                        |
| 19           | Return to Sender Part 2    | En première ligne, deuxième partie | TNT    | 13 janvier 2014             | 5.43                                        |